# Jason Kouchak
Jason Kouchak és un pianista francès, compositor i cantant-compositor.

## Primers anys
Jason Mariano Kouchack va néixer a Lió, França. Es va formar a la Westminster School i va estudiar piano clàssic al Royal College of Music i a la Universitat d'Edimburg. És descendent d'Aleksandr Koltxak, almirall rus.

## Realització i registre de carrera
Jason Kouchak ha gravat cinc àlbums: dos d'ells van ser gravats a Abbey Road Studios. Ha aparegut a la televisió britànica (BBC) i a la Corporació Emissora del Japó (NHK) interpretant les seves pròpies composicions. Com a pianista clàssic, ha anat de gira per tot el món: Japó, Hong Kong i Singapur entre d'altres.
Ha actuat al Royal Festival Hall (Londres), la Sala Pleyel (París) i al Teatre Mariïnski (Sant Petersburg), a més a més de participar en recitals al Festival Internacional d'Edimburg.
Altres actuacions inclouen The Moon represents my Heart arranjat per Julian Lloyd Webber i Jiaxin Cheng al Chelsea Arts Club en un concert de celebració de la 60a gala d'aniversari de Lloyd Webber, i el concert bicentenari de Chopin a Guildhall amb la cantant i actriu Elaine Paige el 2010.
També ha cantat en actuacions de cabaret al Café de Paris i al Café Royal.
Jason va actuar al Festival Literari de Galle el 2012 amb Tom Stoppard i el mateix any va realitzar un recital de piano durant la inauguració del London Chess Classic. L'any 2012 va ser nomenat Director de Música per al 20è aniversari del Festival de Cinema Francès del Regne Unit a Londres i Edimburg, actuant a l'aniversari de Chopin a l'ambaixada britànica de París.

## Selecció d'actuacions
L'any 1990 va ser artista convidat a la celebració del 60è aniversari de la Princesa Margarida a l'Hotel Ritz i va ser convidat com a pianista clàssic a la preestrena de la pel·lícula de Zeffirelli, Hamlet, el mateix any.
Kouchak va realitzar la seva interpretació de Sakura per l'Emperador Akihito al museu Victoria and Albert de Londres el 1998. També va realitzar la mateixa interpretació a l'acte benèfic per al terratrèmol Kōbe el 1995. Aquesta peça es va gravar amb Julian Lloyd Webber al seu àlbum Cello Moods i va ser presentada per la patinadora olímpica Yuka Sato el 1999. L'any 2017, va tenir lloc a Brussel·les un concert de commemoració del 20è aniversari.
L'any 2011 i el 2013, Kouchak va interpretar la cançó russa Dark Is the Night. En commemoració pel 100è aniversari de la Revolució Russa, es va celebrar un concert especial el 2017.
Va interpretar Xahrazad a la cerimònia oficial d'inauguració de l'Emirates Airline Festival of Literature el març de 2015 i en l'edició següent, Kouchak va ser l'encarregat de compondre la cançó del tema oficial del festival (2016). El 2017 Kouchak va organitzar i va actuar en un concert especial commemoratiu dels 100 anys de Suomi a l'ambaixada de Finlàndia a Londres.

## Contribucions públiques
Les contribucions de Kouchak inclouen la presentació de dos taulers d'escacs gegants per nens amb Stuart Conquest a Holland Park (Londres) l'any 2010 i a The Meadows (parc) a Edimburg l'any 2013, a més a més d'un joc d'escacs d'Alícia al País de les Meravelles il·lustrat per John Tenniel.
L'any 2013 Kouchak va liderar una campanya per salvar el famós departament de piano de Harrods.
També va compondre la cançó oficial del tema “Moving Forward” per a l'organització benèfica d'escacs CSC.
Kouchak va fundar el cor infantil Tsubasa l'any 2011 que va obrir el festival Matsuri i va interpretar Jupiter de la suite Els planetes de Gustav Holst durant el Jubileu de la reina l'any 2012 a Trafalgar Square (Londres). L'any 2016 la seva obra d'escacs i de ballet musical va ser interpretada al Museu Britànic i a Nova York per a celebrar el paper de les dones com a reines als escacs. Una figura d'escacs 3D especialment dissenyada de la reina va ser revelada en honor del trajecte de la reina durant el mateix any. Kouchak va dirigir la coreografia i va compondre la posada en escena de la producció teatral “Queen's Journey” l'any 2017 al Festival d'Escacs Judith Polgar.

## Discografia
- Space Between Notes (2017)
- Comme d'Habitude (2011)[1]
- Midnight Classics (2008)[1]
- Forever (2001)[1]
- Watercolours (1999)[1]
- Première  – 1997[1]
- Cello Humors (Sakura únic)